# Witold Jerzy Fałkowski
Witold Jerzy Fałkowski, ps. „Wik” (ur. 1 listopada 1914 w Chełmie, zm. 3 lutego 1994 tamże) – komendant Obwodu AK Chełm (od stycznia do sierpnia 1943) Okręgu AK Lublin, nauczyciel WF w Liceum Ogólnokształcącym im. Stefana Czarnieckiego w Chełmie, żołnierz konspiracji KOP/POZ/AK, ppor. rez. (11 listopada 1942), por. (1944), więzień polityczny PRL.

## Życiorys
Urodzony 1 listopada 1914 w Chełmie jako syn Kazimierza i Celiny z Barylskich. Mieszkał z rodzicami we wsi Strupin Mały pow. Chełm. Żonaty od 1942 z Ireną Franciszką Osessówną, która po urodzeniu w 1943 syna Andrzeja zmarła. Po raz drugi żonaty od 1 czerwca 1947 z Ireną Zofią z d. Górniak. Miał synów – Jerzego i Zbigniewa oraz córkę Barbarę.
Od grudnia 1939 działał w organizacji konspiracyjnej KOP. Po zdradzie w KOP, wyjechał do Chełma i działał w konspiracji jako komendant rejonu na terenie Obwodu POZ Chełm. Po scaleniu w 1942 POZ z AK, od czerwca 1942 do stycznia 1943 pełnił funkcję adiutanta komendy Obwodu AK Chełm. 11 listopada 1942 awansowany został na ppor. rez. Od stycznia 1943 do sierpnia 1943 pełnił funkcję p.o. komendanta Obwodu AK Chełm. W 1943 roku, prowadził w akcję zbrojną, w której zniszczono urząd gminny w Wojsławicach, spalono wykazy kontyngentowe i rozbito mleczarnię. 17 kwietnia 1944 – oddziały AK, BCh i AL oraz oddział partyzantki radzieckiej mjr Nikołaja Fiodorowa (zginął on w tej bitwie), pod dowództwem por. Witolda Fałkowskiego i komendanta miejscowego rejonu AK, stoczyły bitwę o Wojsławice. Była to najpoważniejsza akcja zbrojna na terenie powiatu chełmskiego w czasie okupacji. Od września 1943 do października 1944 był komendantem rejonu I AK Rakołupy w Obwodzie AK Chełm. 3 maja 1944 awansowany został na stopień porucznika. W lipcu i sierpniu 1944 brał udział w akcji „Burza”. 24 marca 1944 rozbroił załogę posterunku policji wojsławickiej, ewakuującej się do Chełma. Cały konwój wpadł w lesie koło Sarniaka w zasadzkę utworzoną przez „Wika”, z plutonów AK przybyłych z okolicznych miejscowości oraz z Chełma. Zdobyto broń, amunicję i przejęto dokumentację zawierającą m.in. spis konfidentów. Po wejściu wojsk sowieckich na teren obwodu, działał nadal w konspiracji AK. 
W dniu 17 października 1944 został aresztowany przez NKWD. Więziony był potem na Zamku Lubelskim. 13 sierpnia 1945 został skazany przez Wojskowy Sąd Garnizonowy w Lublinie na karę 10 lat więzienia. Po procesie, był więziony na Zamku Lubelskim, skąd został przewieziony w końcu sierpnia 1945 do Centralnego Więzienia Karnego we Wronkach. 17 października 1945 na podstawie amnestii, został zwolniony z więzienia. Powrócił do Chełma i od 1 października 1946 rozpoczął pracę jako nauczyciel WF w Liceum im. St. Czarnieckiego, a od 1951 pełnił funkcję z-cy dyrektora szkoły. 18 maja 1952 zdał państwowy egzamin na Akademii Wychowania Fizycznego i otrzymał dyplom nauczyciela szkół średnich. Od 1 sierpnia 1969 do czasu przejścia na emeryturę w dniu 1 sierpnia 1977, był dyrektorem Szkoły Podstawowej nr 9 im. Mikołaja Kopernika w Chełmie. 
Był dokumentalistą dziejów konspiracji na terenie miasta i powiatu Chełm. Awansowany został 15 września 1988 na stopień kapitana. Należał do grona organizatorów Stowarzyszenia Żołnierzy AK w Chełmie, gdzie pełnił funkcję prezesa. Ze względu na stan zdrowia 15 czerwca 1991 zrezygnował z pełnienia funkcji. 
Zmarł w Chełmie 3 lutego 1994. Został pochowany z honorami wojskowymi na starym cmentarzu przy ul. Lwowskiej.

## Odznaczenia[1]
- Srebrny Krzyż Orderu Virtuti Militari (14 września 1944),
- Krzyż Oficerski Orderu Odrodzenia Polski,
- Krzyż Kawalerski Orderu Odrodzenia Polski,
- Złoty Krzyż Zasługi,
- Krzyż Partyzancki,
- Krzyż Armii Krajowej,
- Srebrny Medal „Za zasługi dla obronności kraju”,
- Medal Komisji Edukacji Narodowej.